# Llista d'asteroides/161301-161400
| Nom               | Designació provisional | Data de descobriment   | Lloc de descobriment | Descobridor/s                          |
| ----------------- | ---------------------- | ---------------------- | -------------------- | -------------------------------------- |
| 161301 -          | 2003 MH1               | 22 de juny de 2003     | Socorro              | LINEAR                                 |
| 161302 -          | 2003 NK2               | 3 de juliol de 2003    | Reedy Creek          | J. Broughton                           |
| 161303 -          | 2003 NT6               | 6 de juliol de 2003    | Reedy Creek          | J. Broughton                           |
| 161304 -          | 2003 NQ9               | 3 de juliol de 2003    | Anderson Mesa        | LONEOS                                 |
| 161305 -          | 2003 OQ1               | 21 de juliol de 2003   | Haleakala            | NEAT                                   |
| 161306 -          | 2003 OB2               | 22 de juliol de 2003   | Haleakala            | NEAT                                   |
| 161307 -          | 2003 OR2               | 22 de juliol de 2003   | Haleakala            | NEAT                                   |
| 161308 -          | 2003 OU20              | 31 de juliol de 2003   | Reedy Creek          | J. Broughton                           |
| 161309 -          | 2003 OC22              | 29 de juliol de 2003   | Socorro              | LINEAR                                 |
| 161310 -          | 2003 OE28              | 24 de juliol de 2003   | Palomar              | NEAT                                   |
| 161311 -          | 2003 OY28              | 24 de juliol de 2003   | Palomar              | NEAT                                   |
| 161312 -          | 2003 OY30              | 30 de juliol de 2003   | Socorro              | LINEAR                                 |
| 161313 -          | 2003 PZ10              | 4 d'agost de 2003      | Socorro              | LINEAR                                 |
| 161314 -          | 2003 QQ3               | 17 d'agost de 2003     | Haleakala            | NEAT                                   |
| 161315 -          | 2003 QS5               | 19 d'agost de 2003     | Wise                 | D. Polishook                           |
| 161316 -          | 2003 QH6               | 18 d'agost de 2003     | Campo Imperatore     | CINEOS                                 |
| 161317 -          | 2003 QQ15              | 20 d'agost de 2003     | Palomar              | NEAT                                   |
| 161318 -          | 2003 QB18              | 22 d'agost de 2003     | Palomar              | NEAT                                   |
| 161319 -          | 2003 QJ28              | 21 d'agost de 2003     | Črni Vrh             | Črni Vrh                               |
| 161320 -          | 2003 QE33              | 22 d'agost de 2003     | Campo Imperatore     | CINEOS                                 |
| 161321 -          | 2003 QR33              | 22 d'agost de 2003     | Socorro              | LINEAR                                 |
| 161322 -          | 2003 QZ33              | 22 d'agost de 2003     | Palomar              | NEAT                                   |
| 161323 -          | 2003 QF39              | 22 d'agost de 2003     | Palomar              | NEAT                                   |
| 161324 -          | 2003 QE41              | 22 d'agost de 2003     | Socorro              | LINEAR                                 |
| 161325 -          | 2003 QZ49              | 22 d'agost de 2003     | Palomar              | NEAT                                   |
| 161326 -          | 2003 QC60              | 23 d'agost de 2003     | Socorro              | LINEAR                                 |
| 161327 -          | 2003 QS63              | 23 d'agost de 2003     | Socorro              | LINEAR                                 |
| 161328 -          | 2003 QV66              | 22 d'agost de 2003     | Socorro              | LINEAR                                 |
| 161329 -          | 2003 QO72              | 23 d'agost de 2003     | Socorro              | LINEAR                                 |
| 161330 -          | 2003 QY79              | 26 d'agost de 2003     | Reedy Creek          | J. Broughton                           |
| 161331 -          | 2003 QA90              | 25 d'agost de 2003     | Socorro              | LINEAR                                 |
| 161332 -          | 2003 QX93              | 28 d'agost de 2003     | Haleakala            | NEAT                                   |
| 161333 -          | 2003 QR99              | 28 d'agost de 2003     | Socorro              | LINEAR                                 |
| 161334 -          | 2003 QY103             | 31 d'agost de 2003     | Haleakala            | NEAT                                   |
| 161335 -          | 2003 QQ114             | 24 d'agost de 2003     | Socorro              | LINEAR                                 |
| 161336 -          | 2003 RQ1               | 2 de setembre de 2003  | Reedy Creek          | J. Broughton                           |
| 161337 -          | 2003 RB22              | 14 de setembre de 2003 | Haleakala            | NEAT                                   |
| 161338 -          | 2003 SC4               | 16 de setembre de 2003 | Kitt Peak            | Spacewatch                             |
| 161339 -          | 2003 SL22              | 16 de setembre de 2003 | Kitt Peak            | Spacewatch                             |
| 161340 -          | 2003 SK37              | 16 de setembre de 2003 | Palomar              | NEAT                                   |
| 161341 -          | 2003 SM41              | 17 de setembre de 2003 | Palomar              | NEAT                                   |
| 161342 -          | 2003 SQ44              | 16 de setembre de 2003 | Anderson Mesa        | LONEOS                                 |
| 161343 -          | 2003 SL62              | 17 de setembre de 2003 | Kitt Peak            | Spacewatch                             |
| 161344 -          | 2003 SU64              | 18 de setembre de 2003 | Campo Imperatore     | CINEOS                                 |
| 161345 -          | 2003 SX64              | 18 de setembre de 2003 | Campo Imperatore     | CINEOS                                 |
| 161346 -          | 2003 SG89              | 18 de setembre de 2003 | Palomar              | NEAT                                   |
| 161347 -          | 2003 SP94              | 19 de setembre de 2003 | Campo Imperatore     | CINEOS                                 |
| 161348 -          | 2003 SR103             | 20 de setembre de 2003 | Socorro              | LINEAR                                 |
| 161349 -          | 2003 SJ127             | 19 de setembre de 2003 | Piszkéstető          | Piszkéstető                            |
| 161350 -          | 2003 SM140             | 19 de setembre de 2003 | Socorro              | LINEAR                                 |
| 161351 -          | 2003 SR140             | 19 de setembre de 2003 | Palomar              | NEAT                                   |
| 161352 -          | 2003 SY140             | 19 de setembre de 2003 | Palomar              | NEAT                                   |
| 161353 -          | 2003 SV142             | 20 de setembre de 2003 | Socorro              | LINEAR                                 |
| 161354 -          | 2003 SH149             | 16 de setembre de 2003 | Kitt Peak            | Spacewatch                             |
| 161355 -          | 2003 SG152             | 19 de setembre de 2003 | Anderson Mesa        | LONEOS                                 |
| 161356 -          | 2003 SS157             | 19 de setembre de 2003 | Anderson Mesa        | LONEOS                                 |
| 161357 -          | 2003 SB162             | 18 de setembre de 2003 | Kitt Peak            | Spacewatch                             |
| 161358 -          | 2003 SC163             | 19 de setembre de 2003 | Kitt Peak            | Spacewatch                             |
| 161359 -          | 2003 SU164             | 20 de setembre de 2003 | Anderson Mesa        | LONEOS                                 |
| 161360 -          | 2003 SR165             | 20 de setembre de 2003 | Anderson Mesa        | LONEOS                                 |
| 161361 -          | 2003 SS165             | 20 de setembre de 2003 | Anderson Mesa        | LONEOS                                 |
| 161362 -          | 2003 SC182             | 20 de setembre de 2003 | Socorro              | LINEAR                                 |
| 161363 -          | 2003 SF192             | 19 de setembre de 2003 | Haleakala            | NEAT                                   |
| 161364 -          | 2003 SJ198             | 21 de setembre de 2003 | Anderson Mesa        | LONEOS                                 |
| 161365 -          | 2003 SD199             | 21 de setembre de 2003 | Anderson Mesa        | LONEOS                                 |
| 161366 -          | 2003 SX207             | 26 de setembre de 2003 | Socorro              | LINEAR                                 |
| 161367 -          | 2003 SP208             | 23 de setembre de 2003 | Palomar              | NEAT                                   |
| 161368 -          | 2003 SD226             | 26 de setembre de 2003 | Socorro              | LINEAR                                 |
| 161369 -          | 2003 SK228             | 28 de setembre de 2003 | Kitt Peak            | Spacewatch                             |
| 161370 -          | 2003 SJ233             | 25 de setembre de 2003 | Palomar              | NEAT                                   |
| 161371 Bertrandou | 2003 SO244             | 25 de setembre de 2003 | Saint-Sulpice        | Saint-Sulpice (probably B. Christophe) |
| 161372 -          | 2003 SM247             | 26 de setembre de 2003 | Socorro              | LINEAR                                 |
| 161373 -          | 2003 SN259             | 28 de setembre de 2003 | Kitt Peak            | Spacewatch                             |
| 161374 -          | 2003 SA272             | 27 de setembre de 2003 | Kitt Peak            | Spacewatch                             |
| 161375 -          | 2003 SF291             | 29 de setembre de 2003 | Socorro              | LINEAR                                 |
| 161376 -          | 2003 SH291             | 29 de setembre de 2003 | Socorro              | LINEAR                                 |
| 161377 -          | 2003 SX292             | 26 de setembre de 2003 | Črni Vrh             | Črni Vrh                               |
| 161378 -          | 2003 ST293             | 27 de setembre de 2003 | Kitt Peak            | Spacewatch                             |
| 161379 -          | 2003 SE298             | 18 de setembre de 2003 | Haleakala            | NEAT                                   |
| 161380 -          | 2003 SD304             | 17 de setembre de 2003 | Palomar              | NEAT                                   |
| 161381 -          | 2003 TH7               | 1 d'octubre de 2003    | Anderson Mesa        | LONEOS                                 |
| 161382 -          | 2003 TJ11              | 14 d'octubre de 2003   | Anderson Mesa        | LONEOS                                 |
| 161383 -          | 2003 TH15              | 15 d'octubre de 2003   | Anderson Mesa        | LONEOS                                 |
| 161384 -          | 2003 UK25              | 24 d'octubre de 2003   | Wrightwood           | J. W. Young                            |
| 161385 -          | 2003 UM27              | 23 d'octubre de 2003   | Goodricke-Pigott     | R. A. Tucker                           |
| 161386 -          | 2003 UB28              | 21 d'octubre de 2003   | Socorro              | LINEAR                                 |
| 161387 -          | 2003 UX40              | 16 d'octubre de 2003   | Anderson Mesa        | LONEOS                                 |
| 161388 -          | 2003 UH62              | 16 d'octubre de 2003   | Anderson Mesa        | LONEOS                                 |
| 161389 -          | 2003 UL78              | 17 d'octubre de 2003   | Črni Vrh             | Črni Vrh                               |
| 161390 -          | 2003 UB81              | 16 d'octubre de 2003   | Anderson Mesa        | LONEOS                                 |
| 161391 -          | 2003 UF97              | 19 d'octubre de 2003   | Kitt Peak            | Spacewatch                             |
| 161392 -          | 2003 UU116             | 21 d'octubre de 2003   | Socorro              | LINEAR                                 |
| 161393 -          | 2003 UJ122             | 19 d'octubre de 2003   | Kitt Peak            | Spacewatch                             |
| 161394 -          | 2003 UL130             | 18 d'octubre de 2003   | Palomar              | NEAT                                   |
| 161395 -          | 2003 UM131             | 19 d'octubre de 2003   | Palomar              | NEAT                                   |
| 161396 -          | 2003 UR132             | 19 d'octubre de 2003   | Palomar              | NEAT                                   |
| 161397 -          | 2003 UU140             | 16 d'octubre de 2003   | Palomar              | NEAT                                   |
| 161398 -          | 2003 UY162             | 21 d'octubre de 2003   | Socorro              | LINEAR                                 |
| 161399 -          | 2003 UB163             | 21 d'octubre de 2003   | Socorro              | LINEAR                                 |
| 161400 -          | 2003 UV164             | 21 d'octubre de 2003   | Socorro              | LINEAR                                 |